# 協奏曲第4番 (リース)
協奏曲第4番 ハ短調 作品115（きょうそうきょくだい4ばん はたんちょう さくひん115、ドイツ語: Konzert Nr. 4 für Pianoforte und Orchester c-Moll op. 115）は、フェルディナント・リースが作曲した2番目のピアノとオーケストラのための協奏曲。

## 演奏時間
約25分。

## 楽曲構成
- 第1楽章：Allegro
- 第2楽章：Molto adagio
- 第3楽章：Rondo. Allegretto